# The Paleface
The Paleface (bra: O Valente Treme-Treme; prt: O Valentão das Dúzias) é um filme estadunidense de 1948, do gênero faroeste cômico, dirigido por Norman Z. McLeod e estrelado por Bob Hope e Jane Russell. 
Retida durante um ano como "reserva técnica" — procedimento comum da Paramount Pictures na época —, esta produção tornou-se o maior sucesso da carreira de Hope. Além disso, deu a Jane a oportunidade de mostrar que podia ser mais que o mero objeto sexual de The Outlaw (1943), o que lhe permitiu tornar-se estrela de muitos filmes de aventura na década seguinte.
Frank Tashlin escreveu o roteiro como uma sátira ao romance The Virginian, de Owen Wister e, não satisfeito com a direção de McLeod,
dirigiu ele mesmo uma sequência em 1952, Son of Paleface, com a mesma dupla central acrescida de Roy Rogers. Essa continuação chega a ser vista por alguns críticos como superior ao original.
A canção Buttons and Bows, de Jay Livingston e Ray Evans, foi um grande sucesso comercial na voz de Bob Hope e premiada com o Oscar de Melhor Canção.
A Universal Pictures produziu uma refilmagem inferior em 1968, The Shakiest Gun in the West, estrelada por Don Knotts.
Segundo Ken Wlaschin, The Paleface é um dos dez melhores filmes tanto de Hope quanto de Jane Russell.

## Sinopse
Peter Potter é um dentista medroso que decide tentar a sorte no Velho Oeste. Enquanto isso, a pistoleira Calamity Jane deixa a prisão com a promessa de ter o restante da pena esquecida, desde que descubra quem anda vendendo armas aos índios. Ela pretende agir no anonimato e, para tornar o disfarce mais convincente, casa-se com Peter e convence a todos que o marido é uma fera no gatilho. O vilão Terris, contudo, consegue que ela seja feita prisioneira pelos renegados e cabe ao pobre Peter resgatá-la antes que seja escalpelada!

## Elenco
| Ator/Atriz         | Personagem         |
| ------------------ | ------------------ |
| Bob Hope           | Peter Potter       |
| Jane Russell       | Calamity jane      |
| Robert Armstrong   | Ferris             |
| Iris Adrian        | Pepper             |
| Bobby Watson       | Toby Preston       |
| Jackie Searl       | Jasper Martin      |
| Joseph Vitale      | Batedor indígena   |
| Charles Trowbridge | Governador Johnson |
| Clem Bevans        | Hank Billings      |

## Principais premiações
| Prêmio                         | Categoria                                                                            | Situação |
| ------------------------------ | ------------------------------------------------------------------------------------ | -------- |
| Oscar                          | Melhor Canção                                                                        | Vencedor |
| Writers Guild of America Award | Melhor Roteiro de Comédia Norte-americana Melhor Roteiro de Faroeste Norte-americano | Indicado |